# Biserica „Sfântul Arhanghel Mihail” din Avdarma
Biserica „Sf. Arhanghel Mihail” este o biserică amplasată în Avdarma, Găgăuzia, Republica Moldova. Este un monument arhitectural de importanță națională inclus în Registrul monumentelor Republicii Moldova ocrotite de stat cu nr. 8 (raionul Basarabeasca). Datează din 1863.